# Prima Categoria Umbria 1962-1963
Il campionato di calcio di Prima Categoria 1962-1963 è stato il V livello del campionato italiano. A carattere regionale, fu il quarto campionato dilettantistico con questo nome dopo la riforma voluta da Bruno Zauli del 1958.
Questo è il girone organizzato dal Comitato Regionale Umbro per la regione Umbria.

## Squadre partecipanti
| Squadra              | Città (provincia)                       | Stagione 1961-1962                                        |
| -------------------- | --------------------------------------- | --------------------------------------------------------- |
| A.C. Spoleto         | Spoleto (PG)                            | 10° in Prima Categoria Umbria                             |
| Angelana             | Santa Maria degli Angeli di Assisi (PG) | 6° in Prima Categoria Umbria                              |
| Bastia               | Bastia Umbra (PG)                       | 7° in Prima Categoria Umbria                              |
| Foligno              | Foligno (PG)                            | 2° in Prima Categoria Umbria                              |
| G.C.G. Grifo Perugia | Perugia                                 | 4° in Prima Categoria Umbria                              |
| Gualdo               | Gualdo Tadino (PG)                      | 15° in Prima Categoria Umbria                             |
| Gubbio               | Gubbio (PG)                             | 2° in Prima Categoria Umbria                              |
| Magione              | Magione (PG)                            | 13° in Prima Categoria Umbria                             |
| Nestor               | Marsciano (PG)                          | 16° in Prima Categoria Umbria, retrocessa e poi ripescata |
| Olympia Rieti        | Rieti (PG)                              | In Seconda Categoria Umbria/B, promossa dopo finali       |
| Orvietana            | Orvieto (TR)                            | 11° in Prima Categoria Umbria                             |
| Ponte Felcino        | Ponte Felcino di Perugia                | 4° in Prima Categoria Umbria                              |
| Tiberis              | Umbertide (PG)                          | 8° in Prima Categoria Umbria                              |
| Virtus               | Terni                                   | 8° in Prima Categoria Umbria                              |
| Virtus Spoleto       | Spoleto (PG)                            | 11° in Prima Categoria Umbria                             |

## Classifica finale
|  | Pos. | Squadra              | Pt | G  | V | N | P | GF | GS | DR |
|  | ---- | -------------------- | -- | -- | - | - | - | -- | -- | -- |
|  | 1.   | Foligno              | 45 | 28 |   |   |   |    |    |    |
|  | 2.   | Bastia               | 37 | 28 |   |   |   |    |    |    |
|  | 3.   | Gubbio               | 35 | 28 |   |   |   |    |    |    |
|  | 4.   | A.C. Spoleto         | 33 | 28 |   |   |   |    |    |    |
|  | 5.   | Tiberis              | 32 | 28 |   |   |   |    |    |    |
|  | 5.   | Orvietana            | 32 | 28 |   |   |   |    |    |    |
|  | 5.   | Ponte Felcino        | 32 | 28 |   |   |   |    |    |    |
|  | 8.   | G.C.G. Grifo Perugia | 28 | 28 |   |   |   |    |    |    |
|  | 9.   | Magione              | 25 | 28 |   |   |   |    |    |    |
|  | 10.  | Olympia Rieti        | 23 | 28 |   |   |   |    |    |    |
|  | 11.  | Virtus Spoleto       | 21 | 28 |   |   |   |    |    |    |
|  | 11.  | Virtus               | 21 | 28 |   |   |   |    |    |    |
|  | 13.  | Angelana             | 20 | 28 |   |   |   |    |    |    |
|  | 14.  | Nestor               | 14 | 28 |   |   |   |    |    |    |
|  | 15.  | Gualdo               | 13 | 28 |   |   |   |    |    |    |

Legenda:

      Promossa in Serie D 1963-1964.
      Retrocessa in Seconda Categoria Umbria 1963-1964.
Regolamento:

Due punti a vittoria, uno a pareggio, zero a sconfitta.
Note:

Il Gualdo è stato poi riammesso.
G.C.G. Grifo Perugia e Magione non iscritte nella stagione successiva.
Olympia Rieti trasferita in Prima Categoria Lazio nella stagione successiva.